# The Voice (Magyarország, első évad)
A The Voice – Magyarország hangja című zenész tehetségkutató show-műsor első évada 2012. október 12-én vette kezdetét a TV2-n.
A Megasztár hatodik évadának döntőjében jelentették be, hogy 2012 őszén képernyőre kerül a holland The Voice magyar változata.
A műsor első évadára a jelentkezés határideje 2012. július 13. 24 óra volt. Az előválogatókat 2012. július 18. és július 20. között a Műcsarnokban tartották.
A műsor hivatalos weboldalán online meghallgatásokat tartottak, ahonnan a jobbak bekerülhettek a mesterek elé. A felkerült produkciók előadásmódját és a hangot a honlap szerkesztői értékelték, ebből a két pontból áll össze a pontszám. A honlapra látogatók szintén értékelhették a produkciót, melynek egy részét lehet csak megtekinteni.
Az évad győztese Pál Dénes lett.

## A mesterek és a műsorvezető

### Mesterek
Az évad mesterei Malek Andrea, Somló Tamás, Molnár Ferenc „Caramel” és Mező Mihály voltak.

### Műsorvezető
Az évad műsorvezetője Szabó Kimmel Tamás volt. A Super TV2-n futott The Voice Backstage műsorvezetője Bányai Miklós volt.

## Műsorok felvételről

### Meghallgatások
Az előválogatókon (a jelentkezés utáni rostán) 150 ember került a mesterek elé. A válogatók során egyetlen ítész megfordulásakor is tovább lehetett jutni. Ha több mester is megfordult, azaz „Kellett” neki az énekes, akkor maga a versenyző dönthette el, kinek a csapatába szeretne tartozni. Értelemszerűen, ha csak egy ítész fordult meg, az énekes a megfordult ítész csapatába került.
Jelmagyarázat
   – A mester megnyomta az „Kellesz” („I want you”) gombot.

     – Az énekes nem jutott tovább, mivel egyik mester sem nyomta meg a gombot.

     – Az énekes választási lehetőség nélkül a mester csapatába került.

     – Az énekes a megfordultak közül ezt a mestert választotta.

#### Első epizód (október 12.)
Közös produkció: a magyar Voice mesterei – „Miénk ez a cirkusz”
| Sorrend | Előadó          | Előadott dal             | A mesterek és az előadó választása | A mesterek és az előadó választása | A mesterek és az előadó választása | A mesterek és az előadó választása |
| Sorrend | Előadó          | Előadott dal             | Mező Mihály                        | Somló Tamás                        | Malek Andrea                       | Caramel                            |
| ------- | --------------- | ------------------------ | ---------------------------------- | ---------------------------------- | ---------------------------------- | ---------------------------------- |
| 1.      | Bakonyi Zsolt   | „Seven Nation Army”      |                                    |                                    |                                    | —                                  |
| 2.      | Pleszkán Écska  | „Breakin Out”            |                                    |                                    | —                                  |                                    |
| 3.      | Rúzsa Annamária | „Vadvirág”               | —                                  | —                                  | —                                  | —                                  |
| 4.      | Gájer Bálint    | „Moves Like Jagger”      |                                    |                                    |                                    |                                    |
| 5.      | Szécsi Saci     | „Back to Black”          |                                    |                                    |                                    |                                    |
| 6.      | Szécsi Böbe     | „Your Song”              |                                    |                                    |                                    |                                    |
| 7.      | Hollai Ádám     | „Virtual Insanity”       | —                                  | —                                  | —                                  | —                                  |
| 8.      | Karai Anna      | „Crushcrushcrush”        |                                    | —                                  |                                    |                                    |
| 9.      | Stacy Grady     | „Just Once”              | —                                  | —                                  | —                                  | —                                  |
| 10.     | Schwartz Dávid  | „Mit tegyek, hogy érezd” |                                    | —                                  |                                    | —                                  |
| 11.     | Mohamed Fatima  | „Szállok a dallal”       |                                    |                                    |                                    |                                    |

#### Második epizód (október 19.)
| Sorrend | Előadó            | Előadott dal                       | A mesterek és az előadó választása | A mesterek és az előadó választása | A mesterek és az előadó választása | A mesterek és az előadó választása |
| Sorrend | Előadó            | Előadott dal                       | Mező Mihály                        | Somló Tamás                        | Malek Andrea                       | Caramel                            |
| ------- | ----------------- | ---------------------------------- | ---------------------------------- | ---------------------------------- | ---------------------------------- | ---------------------------------- |
| 1.      | Berkes Olivér     | „Superstition”                     |                                    |                                    |                                    |                                    |
| 2.      | Berkes Gabriella  | „The Power of Love”                | —                                  |                                    |                                    | —                                  |
| 3.      | Schrott Péter     | „Crazy Crazy Nights”               |                                    |                                    |                                    |                                    |
| 4.      | Gyurki Beatrix    | „You’re Makin’ Me High”            |                                    |                                    |                                    |                                    |
| 5.      | Nguyen Anh Quan   | „Somebody That I Used to Know”     |                                    | —                                  | —                                  |                                    |
| 6.      | Páll Tímea        | „Cryin’”                           | —                                  | —                                  | —                                  | —                                  |
| 7.      | Abodi Nagy Bianka | „Turning Tables”                   |                                    | —                                  |                                    |                                    |
| 8.      | Bűdi Szilárd      | „Everybody Needs Somebody to Love” |                                    |                                    | —                                  |                                    |
| 9.      | Pál Dénes         | „Mmm Mmm Mmm Mmm”                  |                                    |                                    | —                                  | —                                  |
| 10.     | Arató Veronika    | „Nothing’s Gonna Stop Us Now”      | —                                  | —                                  | —                                  | —                                  |
| 11.     | Veres Mónika      | „Jöjj még”                         |                                    |                                    |                                    |                                    |

#### Harmadik epizód (október 26.)
| Sorrend | Előadó              | Előadott dal             | A mesterek és az előadó választása | A mesterek és az előadó választása | A mesterek és az előadó választása | A mesterek és az előadó választása |
| Sorrend | Előadó              | Előadott dal             | Mező Mihály                        | Somló Tamás                        | Malek Andrea                       | Caramel                            |
| ------- | ------------------- | ------------------------ | ---------------------------------- | ---------------------------------- | ---------------------------------- | ---------------------------------- |
| 1.      | Perutek János       | „Big Gun”                |                                    |                                    |                                    |                                    |
| 2.      | Husnulinna Regina   | „Head Over Feet”         |                                    |                                    | —                                  |                                    |
| 3.      | Berke Gábor         | „Szabadon”               | —                                  | —                                  | —                                  | —                                  |
| 4.      | Bokor Marianna      | „Valerie”                | —                                  | —                                  | —                                  |                                    |
| 5.      | Szabó Bence         | „Rebel Yell”             | —                                  | —                                  | —                                  | —                                  |
| 6.      | Czerovszky Henriett | „There Must Be An Angel” |                                    |                                    |                                    |                                    |
| 7.      | Veréb Tamás         | „Russian Roulette”       | —                                  |                                    |                                    |                                    |
| 8.      | Agárdi Szilvia      | „Hallelujah”             |                                    | —                                  | —                                  | —                                  |
| 9.      | Farkas Sándor Lajos | „Mondd, miért pont ő”    | —                                  | —                                  | —                                  | —                                  |
| 10.     | Ladányi Patrícia    | „California King Bed”    |                                    |                                    |                                    |                                    |
| 11.     | Pákai Petra         | „Just The Two of Us”     |                                    |                                    |                                    |                                    |
| 12.     | Weisz Viktor        | „Érints meg”             |                                    |                                    |                                    |                                    |

#### Negyedik epizód (november 2.)
Polgár László, Stanisic Szilvia és Cselepák Balázs produkciója rövidítve, egy montázs keretében volt hallható.
| Sorrend | Előadó                  | Előadott dal                         | A mesterek és az előadó választása | A mesterek és az előadó választása | A mesterek és az előadó választása | A mesterek és az előadó választása |
| Sorrend | Előadó                  | Előadott dal                         | Mező Mihály                        | Somló Tamás                        | Malek Andrea                       | Caramel                            |
| ------- | ----------------------- | ------------------------------------ | ---------------------------------- | ---------------------------------- | ---------------------------------- | ---------------------------------- |
| 1.      | Fenyő Fruzsi            | „Man in the Mirror”                  | —                                  | —                                  | —                                  | —                                  |
| 2.      | Burai Krisztián         | „Criminal Lady”                      |                                    | —                                  |                                    |                                    |
| 3.      | Kovács Ferenc „Frankie” | „Nap”                                | —                                  | —                                  | —                                  | —                                  |
| 4.      | Polgár László           | „Without You”                        | —                                  | —                                  | —                                  | —                                  |
| 5.      | Stanisic Szilvia        | „Get Over You”                       | —                                  | —                                  | —                                  | —                                  |
| 6.      | Cselepák Balázs         | „Örökké tart”                        | —                                  | —                                  | —                                  | —                                  |
| 7.      | Papp Attila             | „Everybody’s Changing”               | —                                  |                                    | —                                  | —                                  |
| 8.      | Kriszta Réka Piroska    | „Ain’t Nobody”                       |                                    |                                    |                                    |                                    |
| 9.      | Harót Balázs            | „Señorita”                           | —                                  | —                                  | —                                  |                                    |
| 10.     | Hoffer György           | „Sweet Home Alabama”                 | —                                  | —                                  | —                                  | —                                  |
| 11.     | Balázs Olivér           | „Sorry Seems to be the Hardest Word” |                                    |                                    | —                                  | —                                  |
| 12.     | Kőhegyi Dávid           | „Wonderwall”                         | —                                  | —                                  |                                    | —                                  |
| 13.     | Gyöngyösi Tamás         | „Light My Fire”                      |                                    |                                    | —                                  |                                    |
| 14.     | Pálos Zsuzsi            | „Fuckin Perfect”                     | —                                  | —                                  | —                                  | —                                  |
| 15.     | Fehér Adrienn           | „Good Luck”                          |                                    | —                                  | —                                  |                                    |

#### Ötödik epizód (november 9.)
Győrfi Katalin, Lábas Viktória, Mráz Anita és Kis Boglárka produkciója rövidítve, egy montázs keretében volt hallható.
| Sorrend | Előadó           | Előadott dal             | A mesterek és az előadó választása | A mesterek és az előadó választása | A mesterek és az előadó választása | A mesterek és az előadó választása |
| Sorrend | Előadó           | Előadott dal             | Mező Mihály                        | Somló Tamás                        | Malek Andrea                       | Caramel                            |
| ------- | ---------------- | ------------------------ | ---------------------------------- | ---------------------------------- | ---------------------------------- | ---------------------------------- |
| 1.      | Modor Miltiádész | „Bad Day”                |                                    |                                    | —                                  | —                                  |
| 2.      | Idei László      | „Elfelejtett szó”        | —                                  | —                                  | —                                  | —                                  |
| 3.      | Torzsa Gabriella | „Csillag vagy fecske”    | —                                  |                                    |                                    |                                    |
| 4.      | Solt Klaudia     | „Summertime”             |                                    | —                                  | —                                  |                                    |
| 5.      | Csuvár Dorina    | „Sweet Child o’ Mine”    | —                                  | —                                  | —                                  | —                                  |
| 6.      | Győrfi Katalin   | „Think”                  | —                                  | —                                  | —                                  | —                                  |
| 7.      | Lábas Viktória   | „Price Tag”              | —                                  | —                                  | —                                  | —                                  |
| 8.      | Mráz Anita       | „Spinning Around”        | —                                  | —                                  | —                                  | —                                  |
| 9.      | Kis Boglárka     | „Mint a filmeken”        | —                                  | —                                  | —                                  | —                                  |
| 10.     | Olasz Csaba      | „Az én órám másként jár” | —                                  | —                                  |                                    |                                    |
| 11.     | Bogáth Emese     | „Csepp a tengerben”      | —                                  | —                                  | —                                  | —                                  |
| 12.     | Zoboki Balázs    | „You Give Me Something”  |                                    |                                    | —                                  | —                                  |
| 13.     | Molnár Krisztina | „Papa Don’t Preach”      | —                                  | —                                  | —                                  | —                                  |
| 14.     | Schweitzer Dóra  | „Change the World”       | —                                  | —                                  |                                    | —                                  |
| 15.     | Nádor Dávid      | „I Believe I Can Fly”    |                                    |                                    |                                    |                                    |

#### Hatodik epizód (november 16.)
Hegyi Balázs, Varga Diána, Csarnai Borbála és Pordán Réka produkciója rövidítve, egy montázs keretében volt hallható.
| Sorrend | Előadó            | Előadott dal                 | A mesterek és az előadó választása | A mesterek és az előadó választása | A mesterek és az előadó választása | A mesterek és az előadó választása |
| Sorrend | Előadó            | Előadott dal                 | Mező Mihály                        | Somló Tamás                        | Malek Andrea                       | Caramel                            |
| ------- | ----------------- | ---------------------------- | ---------------------------------- | ---------------------------------- | ---------------------------------- | ---------------------------------- |
| 1.      | Lukács Gabriella  | „Sunny”                      | —                                  | —                                  | —                                  | —                                  |
| 2.      | Szolnoki Dóra     | „Vigyél el”                  |                                    | —                                  |                                    |                                    |
| 3.      | Garda Zsuzsa      | „Nem vagyok tökéletes”       |                                    |                                    | N/A                                | —                                  |
| 4.      | Dr. Péter Barbara | „Natural Woman”              |                                    |                                    | N/A                                |                                    |
| 5.      | Tősér Gabriella   | „Single Ladies”              | —                                  | —                                  | N/A                                | —                                  |
| 6.      | Dózsa Erik        | „Boulevard of Broken Dreams” | —                                  |                                    | N/A                                | —                                  |
| 7.      | Sudár Anita       | „You Give Me Something”      |                                    | N/A                                | N/A                                |                                    |
| 8.      | Helmeczi Bianka   | „Whataya Want from Me”       |                                    | N/A                                | N/A                                | —                                  |
| 9.      | Herceg Dávid      | „Glad You Came”              | N/A                                | N/A                                | N/A                                | —                                  |
| 10.     | Hegyi Balázs      | „Shine”                      | N/A                                | N/A                                | N/A                                | —                                  |
| 11.     | Varga Diána       | „Together Again”             | N/A                                | N/A                                | N/A                                | —                                  |
| 12.     | Csarnai Borbála   | „The Power of Love”          | N/A                                | N/A                                | N/A                                | —                                  |
| 13.     | Pordán Réka       | „Mindhalálig mellettem”      | N/A                                | N/A                                | N/A                                | —                                  |
| 14.     | Csordás Levente   | „Liberian Girl”              | N/A                                | N/A                                | N/A                                | —                                  |
| 15.     | Henderson Dávid   | „Hosanna”                    | N/A                                | N/A                                | N/A                                |                                    |

### Párbajkörök
A párbaj körökhöz érve mindegyik mesternek megvolt a maga csapata. Viszont az élő műsorokba csak három fővel mehetett egy-egy zsűritag és ezért volt szükség a párbajra. A mester maga osztotta párba versenyzőit és saját maga döntött arról, mi legyen a párbajdal. A párbaj után a zsűritag maga döntött el, hogy kit juttat tovább az élő showba.
Jelmagyarázat
     – A versenyző továbbjutott a párbajról.
| Sorrend      | Mester       | Előadó               | Előadó           | Dal                                   |
| Első hét     | Első hét     | Első hét             | Első hét         | Első hét                              |
| ------------ | ------------ | -------------------- | ---------------- | ------------------------------------- |
| 1.           | Caramel      | Bokor Marianna       | Karai Anna       | „Sober”                               |
| 2.           | Malek Andrea | Abodi Nagy Blanka    | Schwartz Dávid   | „Ne sírj”                             |
| 3.           | Somló Tamás  | Kriszta Réka Piroska | Balázs Olivér    | „All Around The World”                |
| 4.           | Caramel      | Nguyen Anh Quan      | Solt Klaudia     | „I Follow Rivers”                     |
| 5.           | Mező Mihály  | Fehér Adrienn        | Veres Mónika     | „Think”                               |
| 6.           | Mező Mihály  | Agárdi Szilvia       | Pál Dénes        | „Where the Wild Roses Grow”           |
| Második hét  |              |                      |                  |                                       |
| 1.           | Somló Tamás  | Perutek János        | Weisz Viktor     | „Embertelen dal”                      |
| 2.           | Malek Andrea | Gyurki Beatrix       | Schweitzer Dóra  | „I’m Outta Love”                      |
| 3.           | Malek Andrea | Torzsa Gabi          | Kőhegyi Dávid    | „Ez a szerelem”                       |
| 4.           | Caramel      | Mohamed Fatima       | Sudár Anita      | „Gangsta’s Paradise”                  |
| 5.           | Mező Mihály  | Gyöngyösi Tamás      | Modor Miltiádész | „Back in the U.S.S.R.”                |
| 6.           | Caramel      | Henderson Dávid      | Burai Krisztián  | „Hold my Hand”                        |
| Harmadik hét |              |                      |                  |                                       |
| 1.           | Mező Mihály  | Pákai Petra          | Ladányi Patrícia | „I Say a Little Prayer”               |
| 2.           | Somló Tamás  | Husnullina Regina    | Berkes Gabi      | „Someone like You”                    |
| 3.           | Caramel      | Berkes Olivér        | Harót Balázs     | „Break Your Heart”                    |
| 4.           | Somló Tamás  | Szécsi Saci          | Pap Attila       | „Forget You”                          |
| 5.           | Mező Mihály  | Szécsi Böbe          | Helmeczi Bianka  | „Video Games”                         |
| 6.           | Malek Andrea | Nádor Dávid          | Szolnoki Dóra    | „Első villamos”                       |
| Negyedik hét |              |                      |                  |                                       |
| 1.           | Malek Andrea | Bakonyi Zsolt        | Veréb Tamás      | „Sallala”                             |
| 2.           | Caramel      | Gájer Bálint         | Péter Barbara    | „Save the Last Dance for Me”          |
| 3.           | Mező Mihály  | Bűdi Szilárd         | Garda Zsuzsa     | „Megöl a vágy”                        |
| 4.           | Somló Tamás  | Dózsa Erik           | Zoboki Balázs    | „When You’re Gone”                    |
| 5.           | Malek Andrea | Olasz Csaba          | Schrott Péter    | „Csak a szívemet teszem eléd”         |
| 6.           | Somló Tamás  | Czerovszky Heni      | Pleszkán Écska   | „Sisters Are Doin’ It for Themselves” |

## Élő műsorok
A mesterek a párbajkör után a párbajban győztes énekessel vesznek részt az élő adásokban. Az első élő adásból minden mester maga juttathat a sajátjai közül tovább egy versenyzőt, míg a közönség még egyet. A fináléba már csak minden mestertől egy énekes jut tovább.
Jelmagyarázat
     – Caramel csapata
     – Malek Andrea csapata
     – Somló Tamás csapata
     – Mező Mihály csapata
| #       | Versenyző            | 1. hét (december 21.)            | 2. hét (december 28.)                 | 3. hét (január 4.)                   | 4. hét (január 11.)               | 5. hét (január 18.)                | 6. hét (január 25.)                        |
| ------- | -------------------- | -------------------------------- | ------------------------------------- | ------------------------------------ | --------------------------------- | ---------------------------------- | ------------------------------------------ |
| 1.      | Pál Dénes            | Nem vett részt                   | 1-4. Nézői szavazatok                 | 1-8. Nézői szavazatok                | 1-4. Nézői szavazatok             | Továbbjutott                       | Győztes 55%                                |
| 2.      | Gájer Bálint         | Nem vett részt                   | 5-8. Mentorok döntése                 | 9-12. Mentorok döntése               | 5-8. Mentorok döntése             | Továbbjutott                       | 2. helyezett 20%                           |
| 3.      | Nádor Dávid          | 1-4. Nézői szavazatok            | Nem vett részt                        | 1-8. Nézői szavazatok                | 1-4. Nézői szavazatok             | Továbbjutott                       | 3. helyezett 14%                           |
| 4.      | Weisz Viktor         | Nem vett részt                   | 1-4. Nézői szavazatok                 | 1-8. Nézői szavazatok                | 1-4. Nézői szavazatok             | Továbbjutott                       | 4. helyezett 11%                           |
| 5-8.    | Berkes Olivér        | 1-4. Nézői szavazatok            | Nem vett részt                        | 1-8. Nézői szavazatok                | 1-4. Nézői szavazatok             | Kiesett                            | Kiesett (4. hét) Mentorok és nézők döntése |
| 5-8.    | Schwartz Dávid       | 5-8. Mentorok döntése            | Nem vett részt                        | 1-8. Nézői szavazatok                | 5-8. Mentorok döntése             | Kiesett                            | Kiesett (4. hét) Mentorok és nézők döntése |
| 5-8.    | Husnulinna Regina    | Nem vett részt                   | 5-8. Mentorok döntése                 | 1-8. Nézői szavazatok                | 5-8. Mentorok döntése             | Kiesett                            | Kiesett (4. hét) Mentorok és nézők döntése |
| 5-8.    | Veres Mónika         | 5-8. Mentorok döntése            | Nem vett részt                        | 1-8. Nézői szavazatok                | 5-8. Mentorok döntése             | Kiesett                            | Kiesett (4. hét) Mentorok és nézők döntése |
| 9-12.   | Henderson Dávid      | Nem vett részt                   | 1-4. Nézői szavazatok                 | 1-8. Nézői szavazatok                | 9-12. Mentorok döntése            | Kiesett (4. hét) Mentorok döntése  | Kiesett (4. hét) Mentorok döntése          |
| 9-12.   | Schrott Péter        | Nem vett részt                   | 1-4. Nézői szavazatok                 | 9-12. Mentorok döntése               | 9-12. Mentorok döntése            | Kiesett (4. hét) Mentorok döntése  | Kiesett (4. hét) Mentorok döntése          |
| 9-12.   | Szécsi Saci          | 1-4. Nézői szavazatok            | Nem vett részt                        | 9-12. Mentorok döntése               | 9-12. Mentorok döntése            | Kiesett (4. hét) Mentorok döntése  | Kiesett (4. hét) Mentorok döntése          |
| 9-12.   | Szécsi Böbe          | 1-4. Nézői szavazatok            | Nem vett részt                        | 9-12. Mentorok döntése               | 9-12. Mentorok döntése            | Kiesett (4. hét) Mentorok döntése  | Kiesett (4. hét) Mentorok döntése          |
| 13-16.  | Nguyen Anh Quan      | 5-8. Mentorok döntése            | Nem vett részt                        | 13-16. Mentorok döntése              | Kiesett (3. hét) Mentorok döntése | Kiesett (3. hét) Mentorok döntése  | Kiesett (3. hét) Mentorok döntése          |
| 13-16.  | Torzsa Gabriella     | Nem vett részt                   | 5-8. Mentorok döntése                 | 13-16. Mentorok döntése              | Kiesett (3. hét) Mentorok döntése | Kiesett (3. hét) Mentorok döntése  | Kiesett (3. hét) Mentorok döntése          |
| 13-16.  | Czerovszky Henriett  | 5-8. Mentorok döntése            | Nem vett részt                        | 13-16. Mentorok döntése              | Kiesett (3. hét) Mentorok döntése | Kiesett (3. hét) Mentorok döntése  | Kiesett (3. hét) Mentorok döntése          |
| 13-16.  | Bűdi Szilárd         | Nem vett részt                   | 5-8. Mentorok döntése                 | 13-16. Mentorok döntése              | Kiesett (3. hét) Mentorok döntése | Kiesett (3. hét) Mentorok döntése  | Kiesett (3. hét) Mentorok döntése          |
| 17-24.  | Karai Anna           | Nem vett részt                   | 9-12. Mentorok döntése                | Kiesett (2. hét) Mentorok döntése    | Kiesett (2. hét) Mentorok döntése | Kiesett (2. hét) Mentorok döntése  | Kiesett (2. hét) Mentorok döntése          |
| 17-24.  | Bakonyi Zsolt        | Nem vett részt                   | 9-12. Mentorok döntése                | Kiesett (2. hét) Mentorok döntése    | Kiesett (2. hét) Mentorok döntése | Kiesett (2. hét) Mentorok döntése  | Kiesett (2. hét) Mentorok döntése          |
| 17-24.  | Kriszta Réka Piroska | Nem vett részt                   | 9-12. Mentorok döntése                | Kiesett (2. hét) Mentorok döntése    | Kiesett (2. hét) Mentorok döntése | Kiesett (2. hét) Mentorok döntése  | Kiesett (2. hét) Mentorok döntése          |
| 17-24.  | Pákai Petra          | Nem vett részt                   | 9-12. Mentorok döntése                | Kiesett (2. hét) Mentorok döntése    | Kiesett (2. hét) Mentorok döntése | Kiesett (2. hét) Mentorok döntése  | Kiesett (2. hét) Mentorok döntése          |
| 17-24.  | Mohamed Fatima       | 9-12. Mentorok döntése           | Nem vett részt                        | Kiesett (1. hét) Mentorok döntése    | Kiesett (1. hét) Mentorok döntése | Kiesett (1. hét) Mentorok döntése  | Kiesett (1. hét) Mentorok döntése          |
| 17-24.  | Schweitzer Dóra      | 9-12. Mentorok döntése           | Nem vett részt                        | Kiesett (1. hét) Mentorok döntése    | Kiesett (1. hét) Mentorok döntése | Kiesett (1. hét) Mentorok döntése  | Kiesett (1. hét) Mentorok döntése          |
| 17-24.  | Dózsa Erik           | 9-12. Mentorok döntése           | Nem vett részt                        | Kiesett (1. hét) Mentorok döntése    | Kiesett (1. hét) Mentorok döntése | Kiesett (1. hét) Mentorok döntése  | Kiesett (1. hét) Mentorok döntése          |
| 17-24.  | Gyöngyösi Tamás      | 9-12. Mentorok döntése           | Nem vett részt                        | Kiesett (1. hét) Mentorok döntése    | Kiesett (1. hét) Mentorok döntése | Kiesett (1. hét) Mentorok döntése  | Kiesett (1. hét) Mentorok döntése          |
| Kiesett | Kiesett              | Mohamed Fatima Mentorok döntése  | Karai Anna Mentorok döntése           | Nguyen Anh Quan Mentorok döntése     | Henderson Dávid Mentorok döntése  | Berkes Olivér Mentorok döntése     | Pál Dénes Győztes                          |
| Kiesett | Kiesett              | Schweitzer Dóra Mentorok döntése | Bakonyi Zsolt Mentorok döntése        | Torzsa Gabriella Mentorok döntése    | Schrott Péter Mentorok döntése    | Schwartz Dávid Mentorok döntése    | Gájer Bálint 2. helyezett                  |
| Kiesett | Kiesett              | Dózsa Erik Mentorok döntése      | Kriszta Réka Piroska Mentorok döntése | Czerovszky Henriett Mentorok döntése | Szécsi Saci Mentorok döntése      | Husnulinna Regina Mentorok döntése | Nádor Dávid 3. helyezett                   |
| Kiesett | Kiesett              | Gyöngyösi Tamás Mentorok döntése | Pákai Petra Mentorok döntése          | Bűdi Szilárd Mentorok döntése        | Szécsi Böbe Mentorok döntése      | Veres Mónika Mentorok döntése      | Weisz Viktor 4. helyezett                  |

### 1. hét (december 21.)
Jelmagyarázat
     – A nézők választása
     – A mester választása
     – Kiesett
| Sorrend | Mester       | Előadó          | Dal                                               | Eredmény     |
| ------- | ------------ | --------------- | ------------------------------------------------- | ------------ |
| 1.      | Caramel      | Nguyen Anh Quan | „One Day” (Asaf Avidan)                           | Továbbjutott |
| 2.      | Caramel      | Berkes Olivér   | „Home” (Michael Bublé)                            | Továbbjutott |
| 3.      | Caramel      | Mohamed Fatima  | „All I Want for Christmas Is You” (Michael Bublé) | Kiesett      |
| 4.      | Malek Andrea | Schwartz Dávid  | „Something’s Got a Hold On Me” (Etta James)       | Továbbjutott |
| 5.      | Malek Andrea | Nádor Dávid     | „Penelope” (Joan Manuel Serrat)                   | Továbbjutott |
| 6.      | Malek Andrea | Schweitzer Dóra | „Big Black Horse And A Cherry Tree” (Kt Tunstall) | Kiesett      |
| 7.      | Somló Tamás  | Czerovszky Heni | „Legyen ünnep” (Katona Klári)                     | Továbbjutott |
| 8.      | Somló Tamás  | Dózsa Erik      | „Szeretlek valamiért” (Mester Tamás)              | Kiesett      |
| 9.      | Somló Tamás  | Szécsi Saci     | „Michelle” (The Beatles)                          | Továbbjutott |
| 10.     | Mező Mihály  | Szécsi Böbe     | „Angel” (Sarah McLachlan)                         | Továbbjutott |
| 11.     | Mező Mihály  | Gyöngyösi Tamás | „Christmas Is All Around” (Bill Nighy)            | Kiesett      |
| 12.     | Mező Mihály  | Veres Mónika    | „Joyful Joyful”                                   | Továbbjutott |

### 2. hét (december 28.)
Jelmagyarázat
     – A nézők választása
     – A mester választása
     – Kiesett
| Sorrend | Mester       | Előadó               | Dal                                               | Eredmény     |
| ------- | ------------ | -------------------- | ------------------------------------------------- | ------------ |
| 1.      | Malek Andrea | Bakonyi Zsolt        | „When I Get You Alone” (Robin Thicke)             | Kiesett      |
| 2.      | Malek Andrea | Schrott Péter        | „I Don’t Wanna Miss a Thing” (Aerosmith)          | Továbbjutott |
| 3.      | Malek Andrea | Torzsa Gabi          | „Thicki, thicki” (Palya Bea)                      | Továbbjutott |
| 4.      | Somló Tamás  | Hustulina Regina     | „Girl on Fire” (Alicia Keys)                      | Továbbjutott |
| 5.      | Somló Tamás  | Kriszta Réka Piroska | „Belehalok” (Majka feat. BLR & Curtis)            | Kiesett      |
| 6.      | Somló Tamás  | Weisz Viktor         | „Emlékül” (Jakab György)                          | Továbbjutott |
| 7.      | Mező Mihály  | Pál Dénes            | „Je suis le même” (Garou)                         | Továbbjutott |
| 8.      | Mező Mihály  | Pákai Petra          | „…Baby One More Time” (Britney Spears)            | Kiesett      |
| 9.      | Mező Mihály  | Bűdi Szilárd         | „Come Undone” (Robbie Williams)                   | Továbbjutott |
| 10.     | Caramel      | Gájer Bálint         | „Black or White” (Swing-verzió) (Michael Jackson) | Továbbjutott |
| 11.     | Caramel      | Karai Anna           | „Chop Suey” (System of a Down)                    | Kiesett      |
| 12.     | Caramel      | Henderson Dávid      | „Incomplete” (Backstreet Boys)                    | Továbbjutott |

### 3. hét (január 4.)
Jelmagyarázat
     – A nézők választása
     – A mester választása
     – Kiesett
- Vendégelőadó: Király Linda és Horváth Charlie Különös Szilveszter (Cserháti Zsuzsa)

| Sorrend | Mester       | Előadó            | Dal                                      | Eredmény     |
| ------- | ------------ | ----------------- | ---------------------------------------- | ------------ |
| 1.      | Somló Tamás  | Czerovszky Heni   | „Vogue” (Madonna)                        | Kiesett      |
| 2.      | Caramel      | Nguyen Anh Quan   | „Next to Me” (Emeli Sandé)               | Kiesett      |
| 3.      | Malek Andrea | Schrott Péter     | „Whataya Want from Me” (Adam Lambert)    | Továbbjutott |
| 4.      | Caramel      | Berkes Olivér     | „Love on Top” (Beyoncé)                  | Továbbjutott |
| 5.      | Mező Mihály  | Veres Mónika      | „Maradj velem!” (Balázs Fecó)            | Továbbjutott |
| 6.      | Mező Mihály  | Bűdi Szilárd      | „You Can Leave Your Hat On” (Joe Cocker) | Kiesett      |
| 7.      | Malek Andrea | Schwartz Dávid    | „Euphoria” (Loreen)                      | Továbbjutott |
| 8.      | Somló Tamás  | Husnullina Regina | „Thank You” (Dido)                       | Továbbjutott |
| 9.      | Caramel      | Henderson Dávid   | „So Sick” (Ne-Yo)                        | Továbbjutott |
| 10.     | Somló Tamás  | Weisz Viktor      | „Little Richard énekel” (Illés)          | Továbbjutott |
| 11.     | Mező Mihály  | Szécsi Böbe       | „We Found Love” (Rihanna)                | Továbbjutott |
| 12.     | Somló Tamás  | Szécsi Saci       | „Aquarius” (Hair)                        | Továbbjutott |
| 13.     | Mező Mihály  | Pál Dénes         | „Most múlik pontosan” (Quimby)           | Továbbjutott |
| 14.     | Malek Andrea | Torzsa Gabriella  | „A tranzisztorkor hajnalán” (Hungária)   | Kiesett      |
| 15.     | Caramel      | Gájer Bálint      | „Wonderwall” (Paul Anka/Oasis)           | Továbbjutott |
| 16.     | Malek Andrea | Nádor Dávid       | „Freedom” (George Michael)               | Továbbjutott |

### 4. hét (január 11.)
Jelmagyarázat
     – A nézők választása
     – A mester választása
     – Kiesett
- Vendégelőadó: Falusi Mariann és Radics Gigi – „Szemeddel látsz” (Zámbó Jimmy)

| Sorrend | Mester       | Előadó            | Dal                                                               | Eredmény     |
| ------- | ------------ | ----------------- | ----------------------------------------------------------------- | ------------ |
| 1.      | Malek Andrea | Schwartz Dávid    | „Crazy” (Cee Lo Green)                                            | Továbbjutott |
| 2.      | Malek Andrea | Schrott Péter     | „Ezt egy életen át kell játszani” (Hevesi Tamás)                  | Kiesett      |
| 3.      | Malek Andrea | Nádor Dávid       | „Somebody to Love” (Queen)                                        | Továbbjutott |
| 4.      | Caramel      | Gájer Bálint      | „Skyfall” (Adele)                                                 | Továbbjutott |
| 5.      | Caramel      | Berkes Olivér     | „Just the Way You Are” (Bruno Mars)                               | Továbbjutott |
| 6.      | Caramel      | Henderson Dávid   | „Will You Be There” (Michael Jackson)                             | Kiesett      |
| 7.      | Mező Mihály  | Szécsi Böbe       | „Use Somebody” (Kings of Leon)                                    | Kiesett      |
| 8.      | Mező Mihály  | Veres Mónika      | „Maniac” (Flashdance)                                             | Továbbjutott |
| 9.      | Mező Mihály  | Pál Dénes         | „Földvár felé félúton” (Bródy János)                              | Továbbjutott |
| 10.     | Somló Tamás  | Husnullina Regina | „Let It Be” (The Beatles)                                         | Továbbjutott |
| 11.     | Somló Tamás  | Szécsi Saci       | „Warwick Avenue” (Duffy)                                          | Kiesett      |
| 12.     | Somló Tamás  | Weisz Viktor      | „Valaki mondja meg” (Képzelt riport egy amerikai popfesztiválról) | Továbbjutott |

### 5. hét (január 18.)
Jelmagyarázat
     – Továbbjutott
     – Kiesett
- Vendégelőadó: Hernádi Judit és Tarján Zsófia – „Holnap, ki tudja, látsz-e még?” (Karády Katalin)

| Sorrend | Mester       | Előadó            | Dal                                          | Mester | Nézők | Összesen | Eredmény     |
| ------- | ------------ | ----------------- | -------------------------------------------- | ------ | ----- | -------- | ------------ |
| 1.      | Somló Tamás  | Weisz Viktor      | „Megtalállak még” (FLM)                      | 40%    | 70%   | 55%      | Továbbjutott |
| 2.      | Somló Tamás  | Husnullina Regina | „Love at First Sight” (Kylie Minogue)        | 60%    | 30%   | 45%      | Kiesett      |
| 3.      | Malek Andrea | Nádor Dávid       | „Álomarcú lány” (LGT)                        | 60%    | 44%   | 52%      | Továbbjutott |
| 4.      | Malek Andrea | Schwartz Dávid    | „Unchained Melody” (Righteous Brothers)      | 40%    | 56%   | 48%      | Kiesett      |
| 5.      | Caramel      | Berkes Olivér     | „Valerie” (Amy Winehouse)                    | 40%    | 40%   | 40%      | Kiesett      |
| 6.      | Caramel      | Gájer Bálint      | „Apologize” (One Republic)                   | 60%    | 60%   | 60%      | Továbbjutott |
| 7.      | Mező Mihály  | Veres Mónika      | „The Greatest Love of All” (Whitney Houston) | 60%    | 12%   | 36%      | Kiesett      |
| 8.      | Mező Mihály  | Pál Dénes         | „Kell ott fenn egy ország” (Zorán)           | 40%    | 88%   | 64%      | Továbbjutott |

| Sorrend | Mester       | Előadók                          | Dal                                              |
| ------- | ------------ | -------------------------------- | ------------------------------------------------ |
| 1.      | Malek Andrea | Nádor Dávid – Schwartz Dávid     | „As” (George Michael–Mary J. Blige)              |
| 2.      | Somló Tamás  | Weisz Viktor – Husnullina Regina | „Szerelemre hangolva” (Dobrády Ákos–Emilia)      |
| 3.      | Caramel      | Berkes Olivér – Gájer Bálint     | „Don’t Stop the Music” (Rihanna)                 |
| 4.      | Mező Mihály  | Veres Mónika – Pál Dénes         | „(I've Had) The Time of My Life” (Dirty Dancing) |

### 6. hét (január 25.)
- Szabó Kimmel Tamás: „Twist and Shout” (The Beatles)
- Locomotiv GT: „Neked írom a dalt”
- Téma: sztárduett (1. kör), szabadon választott dal (2. kör), duett a versenyző saját mesterével (3. kör)

| Sorrend | Mester       | Előadó       | Dal                                                                                     | Eredmény |
| ------- | ------------ | ------------ | --------------------------------------------------------------------------------------- | -------- |
| 1.      | Caramel      | Gájer Bálint | „Ain’t No Mountain High Enough” (Marvin Gaye – Tammi Terrell) (duett Dukai Reginával)   | 20%      |
| 6.      | Caramel      | Gájer Bálint | „Candy” (Robbie Williams)                                                               | 20%      |
| 12.     | Caramel      | Gájer Bálint | „Jelenés” (Caramel)                                                                     | 20%      |
| 2.      | Somló Tamás  | Weisz Viktor | „Nagy találkozás” (Katona Klári, Demjén Ferenc, Presser Gábor) (duett Szulák Andreával) | 11%      |
| 5.      | Somló Tamás  | Weisz Viktor | „Learning to Let Go” (Heincz Gábor Biga)                                                | 11%      |
| 9.      | Somló Tamás  | Weisz Viktor | „Annyi mindent nem szerettem még” (Locomotiv GT)                                        | 11%      |
| 3.      | Malek Andrea | Nádor Dávid  | „Bomba” (duett Bangó Margittal)                                                         | 14%      |
| 7.      | Malek Andrea | Nádor Dávid  | „Against All Odds” (Phil Collins)                                                       | 14%      |
| 10.     | Malek Andrea | Nádor Dávid  | „Endless Love” (Diana Ross – Lionel Richie)                                             | 14%      |
| 4.      | Mező Mihály  | Pál Dénes    | „Féltelek” (Color) (duett Szinetár Dórával)                                             | 55%      |
| 8.      | Mező Mihály  | Pál Dénes    | „It’s Not Unusual” (Tom Jones)                                                          | 55%      |
| 11.     | Mező Mihály  | Pál Dénes    | „Vidéki sanzon” (Magna Cum Laude)                                                       | 55%      |

## Nézettség
A +4-es adatok a teljes lakosságra, a 18–59-es adatok a célközönségre vonatkoznak.
| Epizód          | Vetítés            | Teljes lakosság (+4) | Teljes lakosság (+4) | Teljes lakosság (+4) | Célközönség (18–59) | Célközönség (18–59) | Célközönség (18–59) | Forrás |
| Epizód          | Vetítés            | AMR (fő)             | SHR (%)              | Heti helyezés        | AMR (fő)            | SHR (%)             | Heti helyezés       | Forrás |
| --------------- | ------------------ | -------------------- | -------------------- | -------------------- | ------------------- | ------------------- | ------------------- | ------ |
| Meghallgatás 1. | 2012. október 12.  | 1 344 511            | 29                   | 4.                   | 611 905             | 33,8                | 2.                  | [ 11 ] |
| Meghallgatás 2. | 2012. október 19.  | 1 338 492            | 29,6                 | 4.                   | 609 723             | 34,8                | 3.                  | [ 12 ] |
| Meghallgatás 3. | 2012. október 26.  | 1 369 542            | 29,2                 | 7.                   | 654 376             | 34,5                | 2.                  | [ 13 ] |
| Meghallgatás 4. | 2012. november 2.  | 1 590 614            | 34,7                 | 3.                   | 667 707             | 36,2                | 2.                  | [ 14 ] |
| Meghallgatás 5. | 2012. november 9.  | 1 215 447            | 27,5                 | 9.                   | 549 850             | 30,8                | 4.                  | [ 15 ] |
| Meghallgatás 6. | 2012. november 16. | 1 180 083            | 26,5                 | 10.                  | 509 639             | 29,0                | 7.                  | [ 16 ] |
| Párbaj 1.       | 2012. november 23. | 1 515 642            | 32,7                 | 3.                   | 720 222             | 38,1                | 2.                  | [ 17 ] |
| Párbaj 2.       | 2012. november 30. | 1 214 043            | 26,6                 | 10.                  | 564 699             | 30,8                | 4.                  | [ 18 ] |
| Párbaj 3.       | 2012. december 7.  | 1 168 737            | 25.6                 | 12.                  | 529 696             | 29.1                | 4.                  | [ 19 ] |
| Párbaj 4.       | 2012. december 14. | 1 124 838            | 24,6                 | 11.                  | 483 710             | 26,5                | 8.                  | [ 20 ] |
| Top 24          | 2012. december 21. | 1 010 651            | 25,0                 | 15.                  | 444 756             | 26,7                | 11.                 | [ 21 ] |
| Top 24          | 2012. december 28. | 1 009 038            | 25,5                 | 9.                   | 455 400             | 26,3                | 9.                  | [ 22 ] |
| Top 16          | 2013. január 4.    | 968 058              | 22,6                 | 18.                  | 429 589             | 23,2                | 13.                 | [ 23 ] |
| Top 12          | 2013. január 11.   | 997 116              | 22,6                 | 14.                  | 404 191             | 22,0                | 15.                 | [ 24 ] |
| Top 8           | 2013. január 18.   | 950 405              | 22,6                 | 14.                  | 396 917             | 22,2                | 13.                 | [ 25 ] |
| Top 4           | 2013. január 25.   | 1 099 959            | 25,6                 | 12.                  | 442 195             | 24,5                | 8.                  | [ 26 ] |